# Корпач (Румунія)
Корпач (рум. Corpaci) — село у повіті Сучава в Румунії. Входить до складу комуни Замостя.
Село розташоване на відстані 381 км на північ від Бухареста, 24 км на північ від Сучави, 132 км на північний захід від Ясс.

## Населення
За даними перепису населення 2002 року у селі проживали 123 особи, усі — румуни. Усі жителі села рідною мовою назвали румунську.